# Kolimacja
Kolimacja – przetwarzanie rozbieżnych wiązek promieniowania na wiązki równoległe, w celu uzyskania światła skolimowanego. W optyce kolimacji dokonuje się za pomocą specjalnego przyrządu optycznego, zwanego kolimatorem. Kolimator stanowi zwykle część składową innego przyrządu optycznego (np. spektrografu lub spektrometru). Składa się z dwóch zasadniczych części:
1. soczewki skupiającej lub zwierciadła parabolicznego;
2. punktowego źródła światła – jest nim zazwyczaj szczelina oświetlona z zewnątrz odpowiednim światłem – umieszczonego w ognisku soczewki lub zwierciadła.